# Mont Khâdjeh
Le mont Khâdjeh (localement : Kuh-e Khvājeh ou Kuh-e Khwâja) est une colline de basalte noir au sommet plat s'élevant comme une île au milieu du lac Hamun, dans la province iranienne du Sistan-et-Baloutchistan.

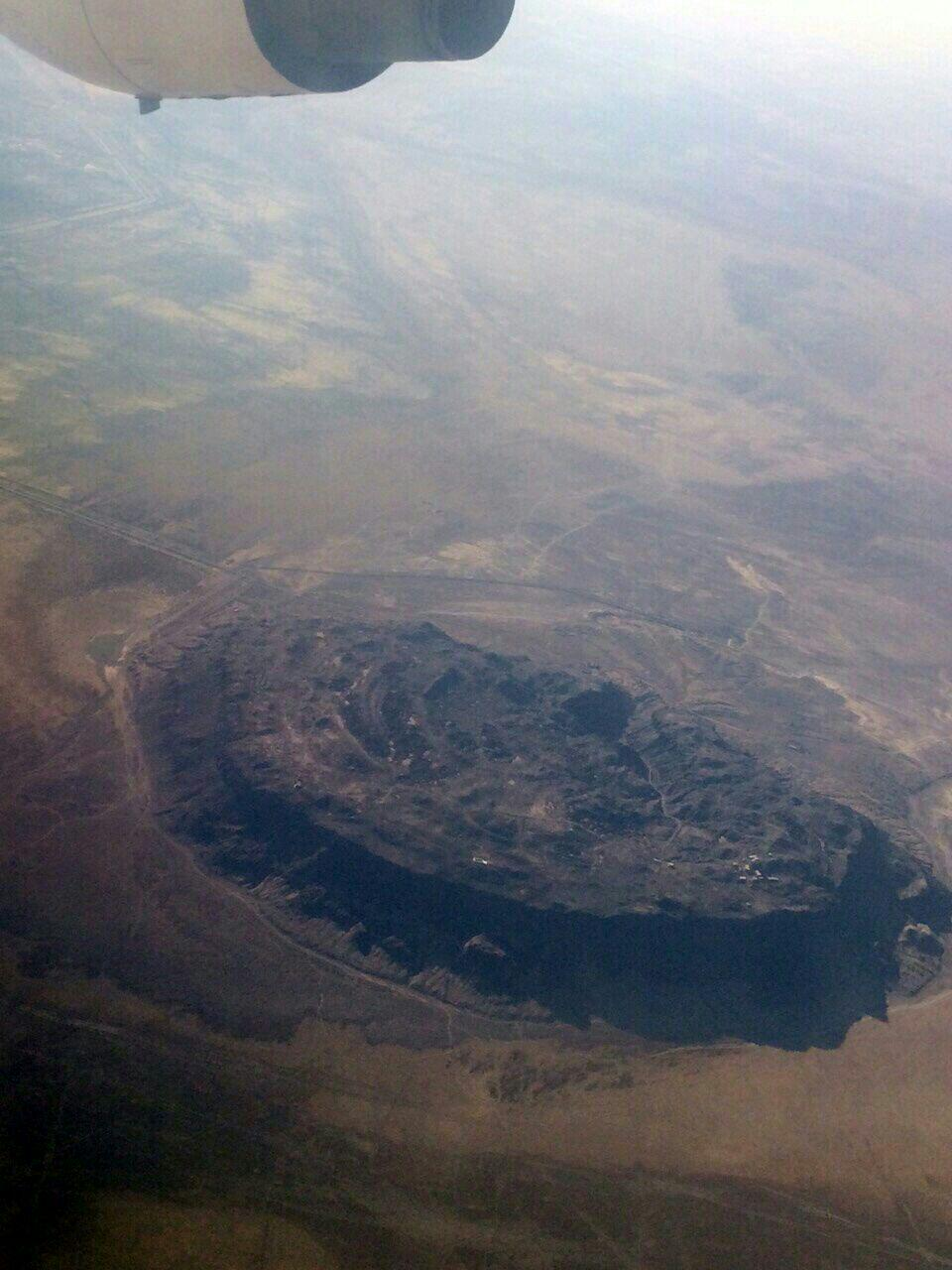
Vue aérienne du mont Khajeh.

L'affleurement de lave de basalte de forme trapézoïdale, situé 30 km au sud-ouest de la ville de Zabol, s'élève à 609 mètres d'altitude et a un diamètre allant de 2,0 à 2,5 kilomètres. C'est la seule hauteur naturelle de la région du Sistan, et elle porte le nom d'un lieu de pèlerinage islamique sur la colline : la tombe et le sanctuaire de Khwaja Ali Mahdi, un descendant d'Ali ibn Abi Talib.

## Archéologie
Le mont Khwaja est également considéré comme un site archéologique important. Sur le promontoire sud du versant oriental, les ruines d'un complexe de citadelles - connu sous le nom de Ghagha-Shahr - avec les restes d'un temple du feu datent de l'Iran préislamique. Selon la légende zoroastrienne, le lac Hamun est « le gardien de la semence de Zoroastre » . Dans l'eschatologie zoroastrienne, lorsque la rénovation finale du monde sera proche, les jeunes filles entreront dans le lac et donneront naissance aux Saoshyants, les sauveurs de l'humanité.
Le temple du feu se trouve sur une terrasse derrière de hauts murs et est protégé par deux forts, dont les vestiges sont respectivement connus sous le nom de Kok-e Zal et Chehel Dokhtaran. Collectivement, les ruines sont appelées Qal'a-e Kafaran « fort des infidèles » ou Qal'a-e Sam « fort de Sam », le grand-père du mythique Rostam (l'une des forteresses ici est appelée « château de Rostam »). Les deux noms reflètent l'héritage préislamique. Les murs du temple étaient autrefois décorés de manière extravagante de peintures murales, dont certaines sont maintenant exposées dans les musées de Téhéran, Berlin, New Delhi et New York.
Le complexe de la citadelle a été étudié pour la première fois par Marc Aurel Stein en 1915-1916. Le site a ensuite été fouillé par Ernst Herzfeld, et a de nouveau été étudié en partie par Giorgio Gullini lors d'une courte expédition en 1960. Initialement, Herzfeld a daté provisoirement le complexe du palais du premier siècle de notre ère, c'est-à-dire la période arsacide (248 avant notre ère à 224 EC). Herzfeld a révisé plus tard son estimation à une date ultérieure et aujourd'hui la période sassanide (224-651 EC) est généralement considérée comme plus probable. Trois bas-reliefs sur les murs extérieurs représentant des cavaliers et des chevaux sont attribués à cette période ultérieure. Au-delà de la citadelle au sommet du plateau se trouvent plusieurs autres bâtiments indépendants, de fonction incertaine et datant probablement de la période islamique.

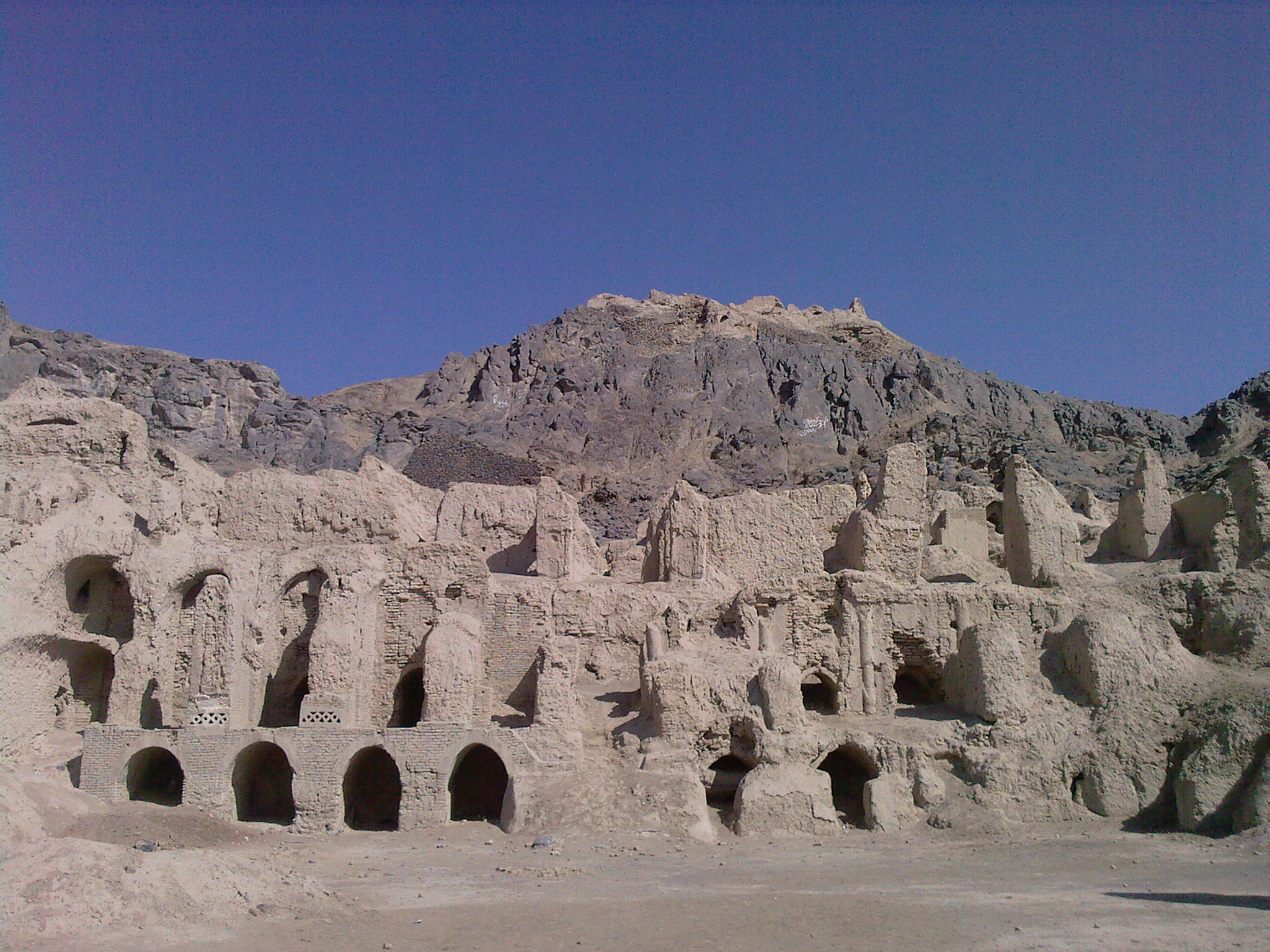
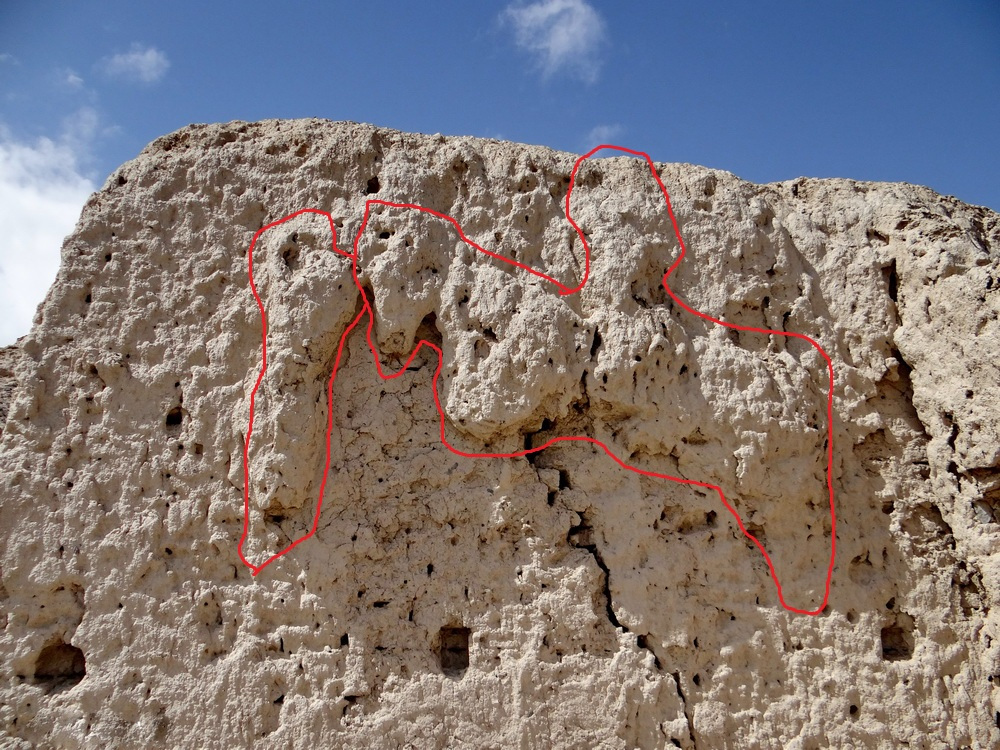
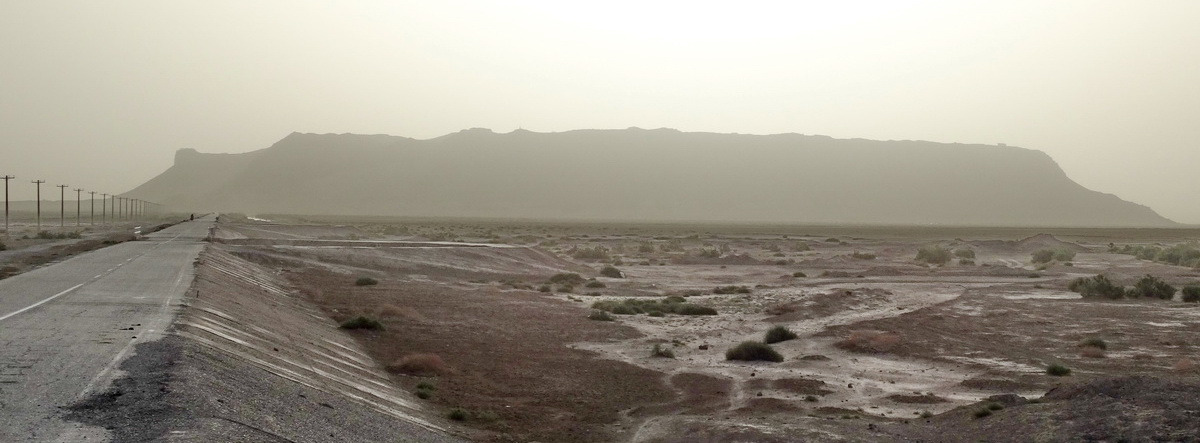
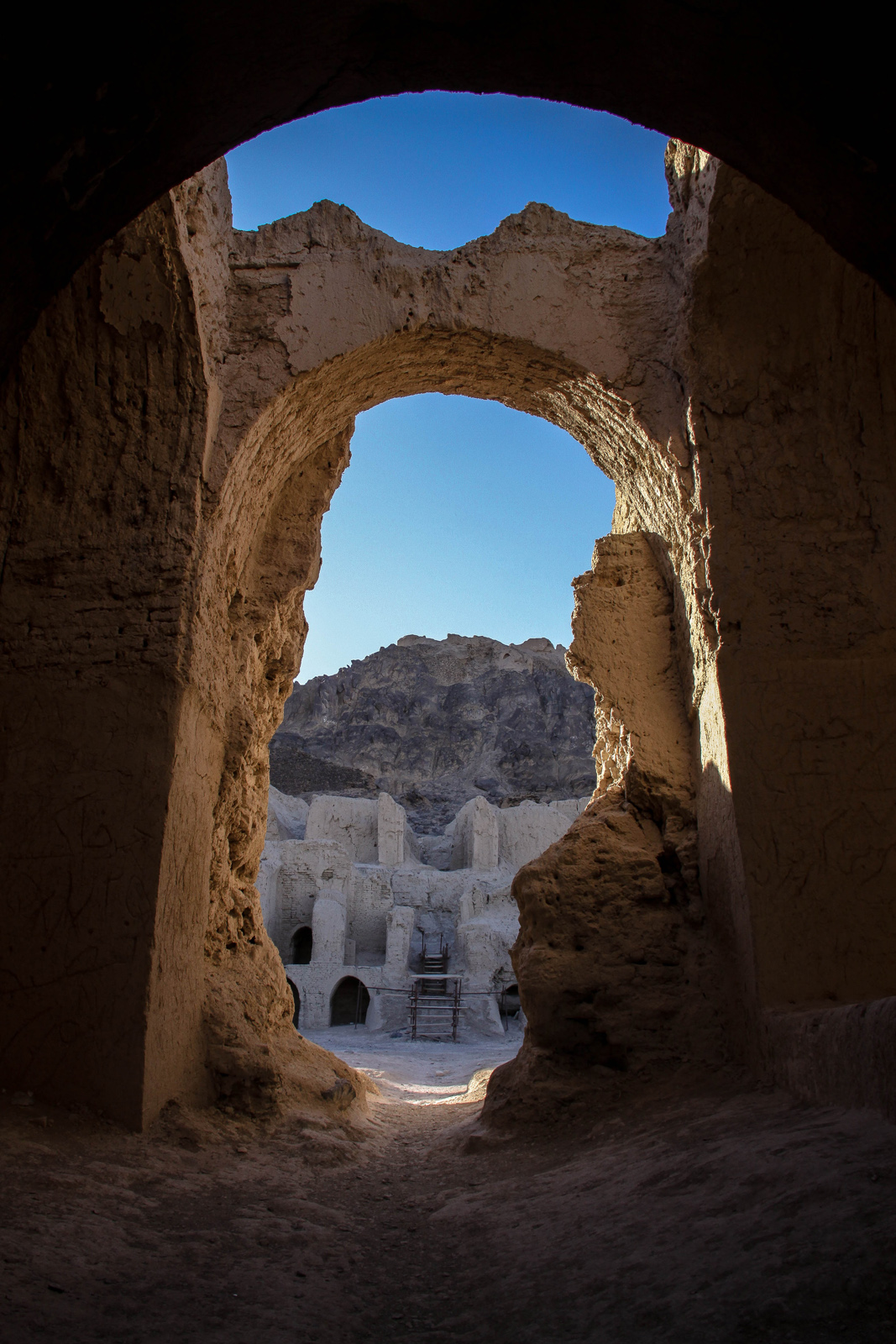
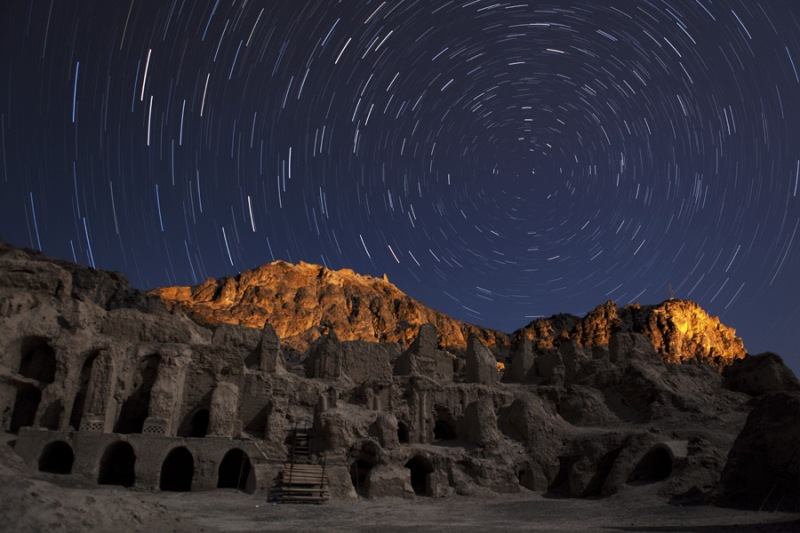
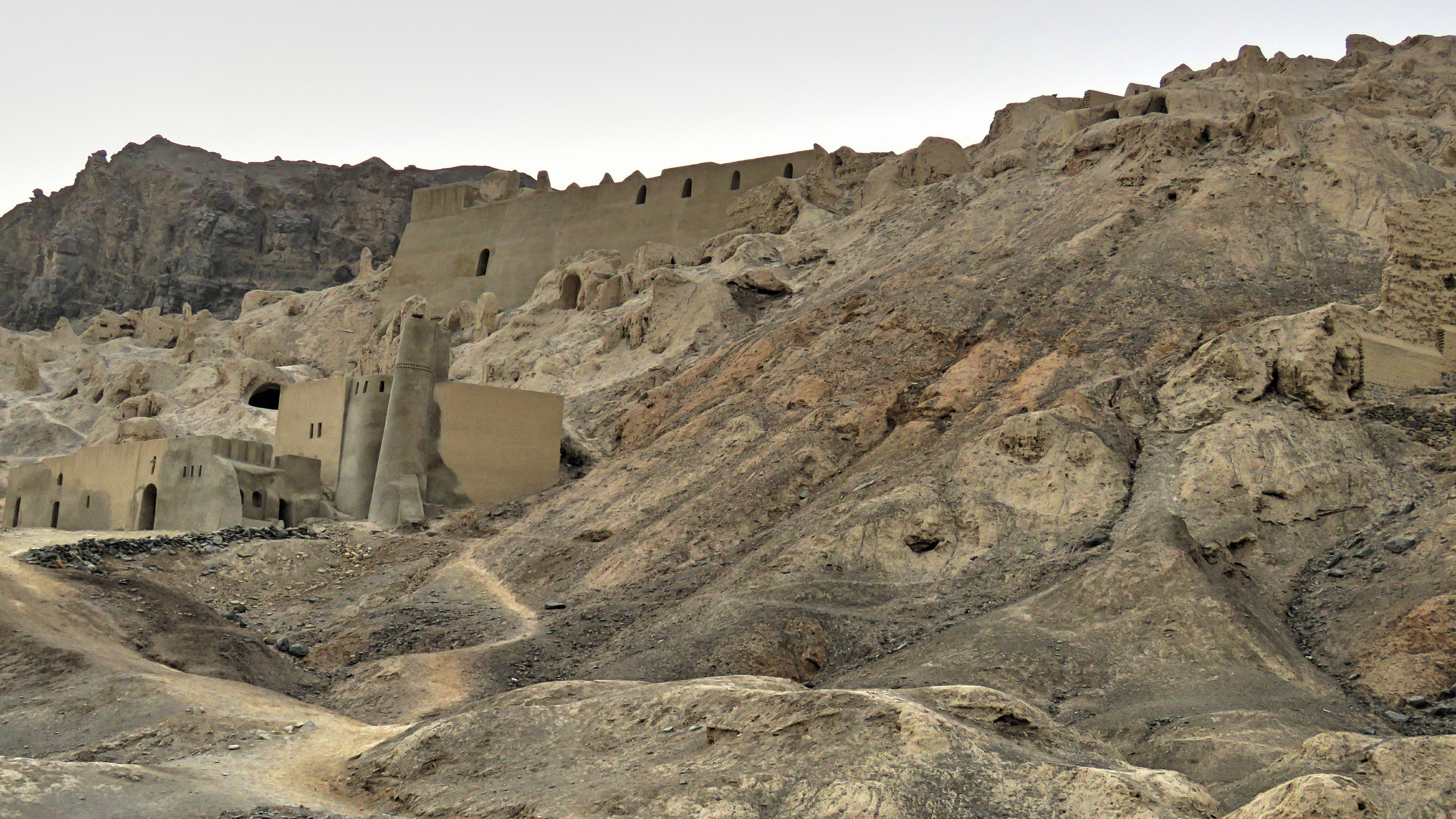
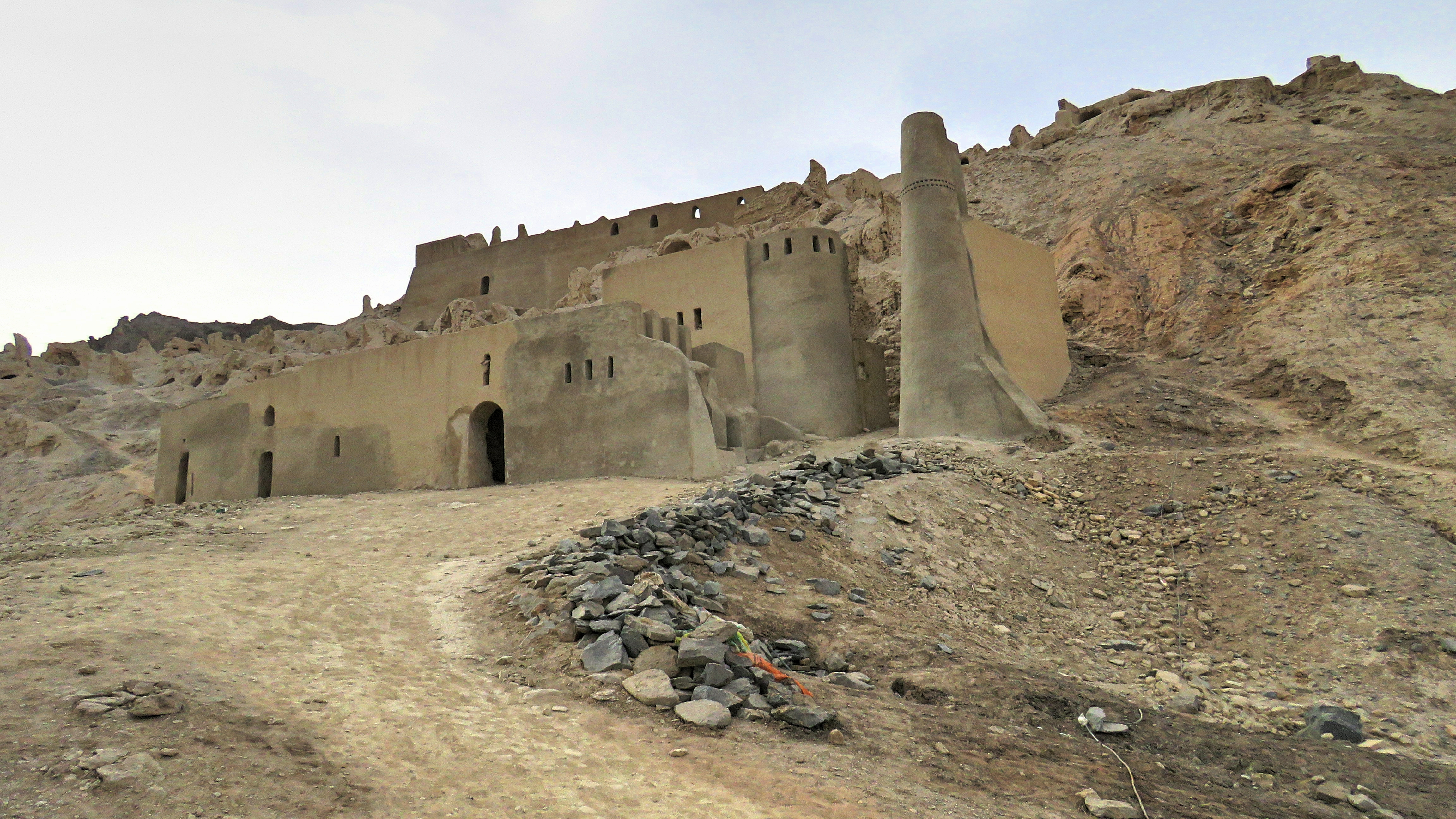
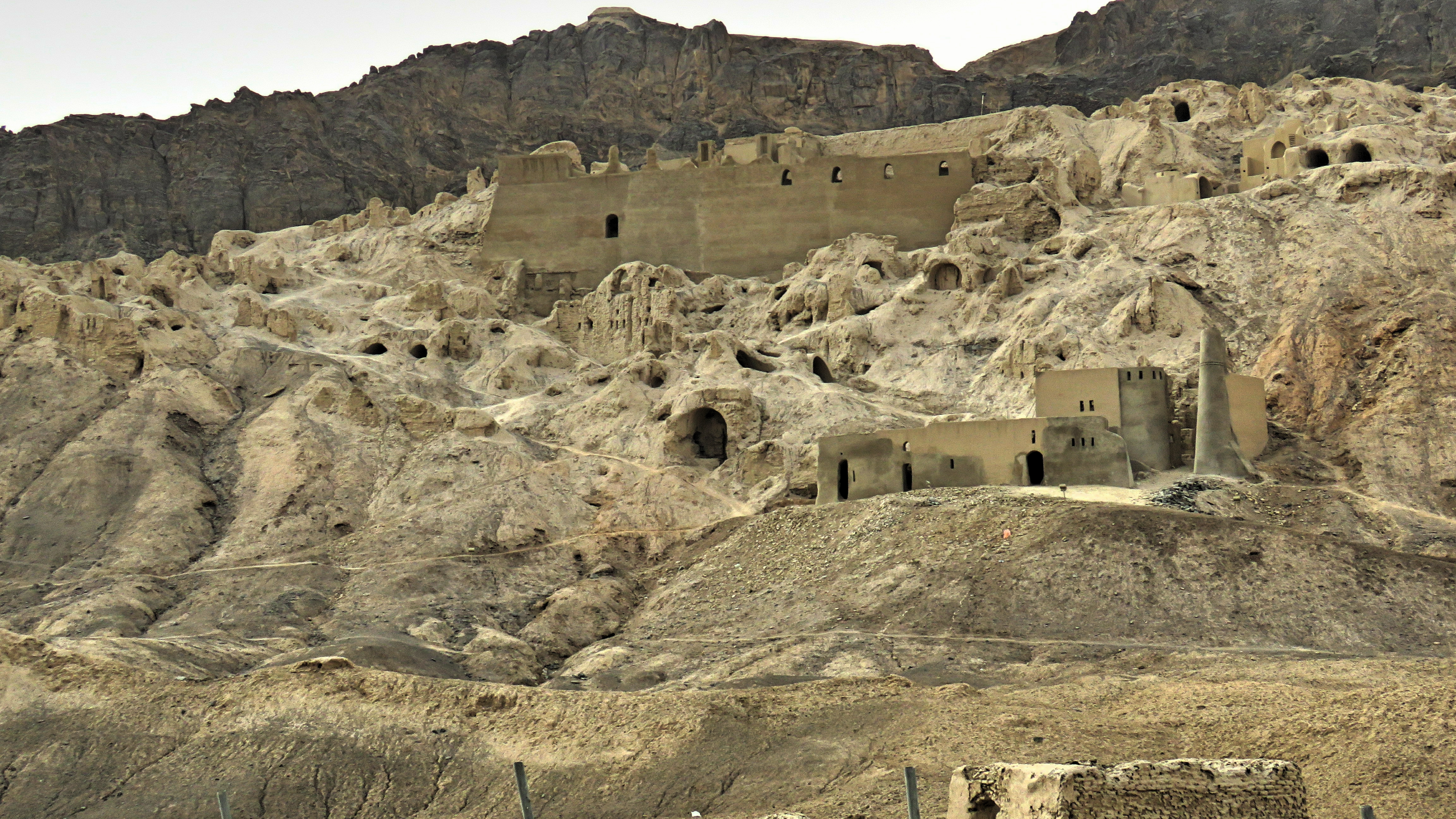